# Río Margua
El río Margua es un cuerpo de agua en Colombia. Se encuentra ubicado en el departamento de Norte de Santander, en la parte norte del país, a 300 km al noreste de Bogotá. El río Margua es parte de la cuenca del río Orinoco.